# 桂浜荘
桂浜荘（かつらはまそう）は、高知県高知市浦戸の国民宿舎。2021年（令和3年）9月末で休館となっているが、民間業者に運営管理を委託し2027年4月に「桂浜別邸 龍馬荘」としてリニューアルオープンする予定となっている。

## 概要
桂浜公園内の高台の太平洋や桂浜（本浜）を見渡せる位置に立地しており、高知県立坂本龍馬記念館に隣接している。高知市により1964年（昭和39年）に設置。その後全面改築され、1995年（平成7年）1月13日に竣工し、指定管理者制度の導入なども行われた。しかし、新型コロナウイルス感染症の拡大等により宿泊者が激減したことから、2021年（令和3年）9月末でいったん休館となった。
その後、2025年（令和7年）2月25日に高知市は改修と運営を担う事業者にピアーサーティー（岡山県倉敷市）を選定し、2027年4月に「桂浜別邸 龍馬荘」としてリニューアルオープンする予定であることを発表した。

## 施設
- 構造：鉄筋コンクリート造、地下1階地上5階建[1]
- 外壁：銅板本掛け一文字葺き[1]
- 屋根：ステンレスシーム溶接葺[1]

## 所在地
- 高知市浦戸字城山830番地の25[1]